# تومي كيلي (لاعب كرة قدم أمريكية)
تومي كيلي (بالإنجليزية: Tommy Kelly)‏ هو لاعب كرة قدم أمريكية أمريكي، ولد في 27 ديسمبر 1980 في جاكسون في الولايات المتحدة.

## وصلات خارجية
- تومي كيلي على موقع مرجع كرة القدم المحترفة.كوم (الإنجليزية)